# Verein für Laufspiele Sportfreunde Lotte von 1929 2018-2019
Questa voce raccoglie le informazioni riguardanti il Verein für Laufspiele Sportfreunde Lotte von 1929 nelle competizioni ufficiali della stagione 2018-2019.

## Stagione
Nella stagione 2018-2019 il Sportfreunde Lotte, allenato da Matthias Maucksch, Klaus Bienemann, Nils Drube e Ismail Atalan, concluse il campionato di 3. Liga al 18º posto e fu retrocesso in Regionalliga.

## Rosa
| N. |                        | Ruolo | Calciatore              |
| -- | ---------------------- | ----- | ----------------------- |
| 1  | Germania (bandiera)    | P     | Steve Kroll             |
| 2  | Germania (bandiera)    | D     | Michael Schulze         |
| 3  | Germania (bandiera)    | C     | Tim Wendel              |
| 4  | Polonia (bandiera)     | D     | Kevin Pytlik            |
| 5  | Germania (bandiera)    | D     | Matthias Rahn           |
| 6  | Germania (bandiera)    | C     | Jonas Hofmann           |
| 8  | Paesi Bassi (bandiera) | A     | Jules Reimerink         |
| 9  | Croazia (bandiera)     | A     | Toni Jović              |
| 10 | Germania (bandiera)    | A     | Maximilian Oesterhelweg |
| 11 | Germania (bandiera)    | A     | Danny Breitfelder       |
| 12 | Germania (bandiera)    | P     | Tobias Trautner         |
| 13 | Germania (bandiera)    | A     | Gerrit Wegkamp          |
| 14 | Germania (bandiera)    | C     | Tino Schmidt            |
| 15 | Germania (bandiera)    | C     | Paterson Chato          |

| N. |                     | Ruolo | Calciatore         |
| -- | ------------------- | ----- | ------------------ |
| 16 | Canada (bandiera)   | D     | Adam Straith       |
| 17 | Germania (bandiera) | A     | Justin Eilers      |
| 19 | Germania (bandiera) | A     | Sinan Karweina     |
| 21 | Germania (bandiera) | D     | Thomas Blomeyer    |
| 22 | Germania (bandiera) | C     | Lars Dietz         |
| 23 | Germania (bandiera) | D     | Alexander Langlitz |
| 24 | Polonia (bandiera)  | A     | Jarosław Lindner   |
| 25 | Germania (bandiera) | D     | Jeron Al-Hazaimeh  |
| 26 | Germania (bandiera) | D     | Noah Awassi        |
| 27 | Germania (bandiera) | D     | Sascha Härtel      |
| 28 | Germania (bandiera) | C     | Joshua Putze       |
| 29 | Germania (bandiera) | A     | Felix Drinkuth     |
| 30 | Germania (bandiera) | P     | Norman Quindt      |

## Organigramma societario
Area tecnica
- Allenatore: Ismail Atalan
- Allenatore in seconda: Sven Hozjak, Joseph Laumann
- Preparatore dei portieri:
- Preparatori atletici: Johannes Thienel

## Calciomercato

### Sessione estiva
| Acquisti | Acquisti          | Acquisti             | Acquisti |
| R.       | Nome              | da                   | Modalità |
| -------- | ----------------- | -------------------- | -------- |
| C        | Lars Dietz        | Union Berlino        |          |
| A        | Gerrit Wegkamp    | Aalen                |          |
| C        | Dennis Rosin      | Werder Brema II      |          |
| P        | Norman Quindt     | Neustrelitz          |          |
| P        | Steve Kroll       | Wormatia Worms       |          |
| C        | Tino Schmidt      | Babelsberg           |          |
| D        | Jeron Al-Hazaimeh | Preußen Münster      |          |
| D        | Noah Awassi       | Union Fürstenwalde   |          |
| A        | Danny Breitfelder | Union Fürstenwalde   |          |
| C        | Paterson Chato    | Borussia Dortmund II |          |
| D        | Junior Ebot-Etchi | Weiche Flensburgo    |          |
| C        | Jonas Hofmann     | Norimberga II        |          |
| A        | Sinan Karweina    | Colonia II           |          |
| C        | Noah Plume        | Havelse              |          |
| D        | Kevin Pytlik      | Wuppertal            |          |
| A        | Jules Reimerink   | Osnabrück            |          |
| A        | Aygün Yildirim    | Wiedenbrück          |          |

| Cessioni | Cessioni              | Cessioni              | Cessioni |
| R.       | Nome                  | a                     | Modalità |
| -------- | --------------------- | --------------------- | -------- |
| A        | Mats Facklam          | Eintracht Norderstedt |          |
| C        | Marco Hober           | Borussia Dortmund II  |          |
| A        | Bernd Rosinger        | Homburg               |          |
| C        | Dennis Brock          | Bonner                |          |
| P        | David Buchholz        | Straelen              |          |
| C        | André Dej             | Jahn Ratisbona        |          |
| A        | Kevin Freiberger      | Rot-Weiss Essen       |          |
| C        | Moritz Heyer          | Hallescher            |          |
| D        | Michael Hohnstedt     | Rehden                |          |
| C        | Kevin Pires-Rodrigues | Preußen Münster       |          |
| D        | Maximilian Rossmann   | Heracles Almelo       |          |
| A        | Max Wegner            | Meppen                |          |

### Sessione invernale
| Acquisti | Acquisti        | Acquisti        | Acquisti |
| R.       | Nome            | da              | Modalità |
| -------- | --------------- | --------------- | -------- |
| P        | Tobias Trautner | Kongsvinger     |          |
| D        | Thomas Blomeyer | Duisburg        |          |
| A        | Felix Drinkuth  | Paderborn       |          |
| A        | Justin Eilers   | Apollōn Smyrnīs |          |
| D        | Sascha Härtel   | Erzgebirge Aue  |          |
| A        | Toni Jović      | Zrinjski Mostar |          |

| Cessioni | Cessioni          | Cessioni             | Cessioni |
| R.       | Nome              | a                    | Modalità |
| -------- | ----------------- | -------------------- | -------- |
| C        | Marcus Piossek    | Meppen               |          |
| C        | Noah Plume        | Havelse              |          |
| C        | Dennis Rosin      | Elversberg           |          |
| A        | Aygün Yildirim    | Verl                 |          |
| D        | Junior Ebot-Etchi | TSV Steinbach Haiger |          |
| D        | Toni Stelzer      | BFC Dynamo           |          |
| D        | Nico Neidhart     | Emmen                |          |

## Risultati

### 3. Liga

#### Girone di andata
| Lotte 30 luglio 2018, ore 19:00 CEST 1ª giornata | Sportfreunde Lotte | 0 – 0 referto | Meppen | FRIMO Stadion (6 098 spett.)\| Arbitro: \| Stegemann \| |
| Arbitro:                                         | Stegemann          |               |        |                                                         |

| Arbitro: | Dingert |

|                                                       |           |              |
| Lorenz 13’ Grimaldi 22’ Mölders 51’ Weber 65’ Lex 89’ | Marcatori | 81’ Karweina |

| Arbitro: | Zorn |

|  |           |                  |
|  | Marcatori | 26’, 36’ Hercher |

| Arbitro: | Bacher |

|                 |           |  |
| Klingenburg 52’ | Marcatori |  |

| Arbitro: | Gasteier |

|  |           |         |
|  | Marcatori | 53’ Mai |

| Arbitro: | Schultes |

|            |           |                                           |
| Möbius 39’ | Marcatori | 6’ (aut.) Pisot 13’ Oesterhelweg 29’ Rahn |

| Arbitro: | Hanslbauer |

|                       |           |                      |
| Rahn 53’ Langlitz 90’ | Marcatori | 57’ (rig.) Wachsmuth |

| Arbitro: | Bokop |

|              |           |             |
| Ruprecht 17’ | Marcatori | 73’ Hofmann |

| Arbitro: | Skorczyk |

|                              |           |  |
| Hofmann 13’ Oesterhelweg 74’ | Marcatori |  |

| Arbitro: | Alt |

|                      |           |                 |
| Fechner 45’ Zuck 63’ | Marcatori | 90’ Al-Hazaimeh |

| Arbitro: | Osmanagic |

|                               |           |                       |
| Thorsen 5’ Hofmann 23’ (rig.) | Marcatori | 68’ Karweina 90’ Rahn |

| Lotte 20 ottobre 2018, ore 14:00 CEST 12ª giornata | Sportfreunde Lotte | 0 – 0 referto | Osnabrück | FRIMO Stadion (6 913 spett.)\| Arbitro: \| Lossius \| |
| Arbitro:                                           | Lossius            |               |           |                                                       |

| Arbitro: | Hussein |

|  |           |                              |
|  | Marcatori | 22’ Oesterhelweg 79’ Wegkamp |

| Arbitro: | Rafalski |

|           |           |            |
| Chato 71’ | Marcatori | 60’ Schorr |

| Arbitro: | Steinhaus-Webb |

|                         |           |                                     |
| Freitas 64’ Geisler 89’ | Marcatori | 45’ (rig.) Oesterhelweg 60’ Wegkamp |

| Arbitro: | Skorczyk |

|              |           |  |
| Karweina 14’ | Marcatori |  |

| Arbitro: | Bacher |

|                             |           |  |
| Schäffler 27’ Schwadorf 44’ | Marcatori |  |

| Lotte 9 dicembre 2018, ore 13:00 CET 18ª giornata | Sportfreunde Lotte | 0 – 0 referto | Unterhaching | FRIMO Stadion (1 304 spett.)\| Arbitro: \| Lechner \| |
| Arbitro:                                          | Lechner            |               |              |                                                       |

| Arbitro: | Lossius |

|                        |           |                              |
| Ademi 15’ Kaufmann 69’ | Marcatori | 12’ Straith 77’ Oesterhelweg |

#### Girone di ritorno
| Arbitro: | Müller |

|                               |           |  |
| Proschwitz 29’ von Haacke 45’ | Marcatori |  |

| Arbitro: | Hussein |

|           |           |           |
| Chato 50’ | Marcatori | 6’ Karger |

| Arbitro: | Wollenweber |

|  |           |           |
|  | Marcatori | 90’ Jović |

| Arbitro: | Waschitzki-Günther |

|          |           |  |
| Jović 8’ | Marcatori |  |

| Halle 16 febbraio 2019, ore 14:00 CET 24ª giornata | Hallescher | 0 – 0 referto | Sportfreunde Lotte | Erdgas Sportpark (6 037 spett.)\| Arbitro: \| Rohde \| |
| Arbitro:                                           | Rohde      |               |                    |                                                        |

| Lotte 23 febbraio 2019, ore 14:00 CET 25ª giornata | Sportfreunde Lotte | 0 – 0 referto | Karlsruhe | FRIMO Stadion (2 180 spett.)\| Arbitro: \| Bramlage \| |
| Arbitro:                                           | Bramlage           |               |           |                                                        |

| Arbitro: | Hanslbauer |

|  |           |                              |
|  | Marcatori | 36’ Straith 75’ Oesterhelweg |

| Arbitro: | Winkmann |

|            |           |                              |
| Wendel 90’ | Marcatori | 43’ Dahmani 90’ (rig.) Fritz |

| Arbitro: | Fritsch |

|               |           |                    |
| Tchenkoua 88’ | Marcatori | 72’ (aut.) Eckardt |

| Arbitro: | Haslberger |

|  |           |                     |
|  | Marcatori | 86’ Thiele 90’ Pick |

| Arbitro: | Brütting |

|  |           |                     |
|  | Marcatori | 50’ (rig.) Pfitzner |

| Arbitro: | Petersen |

|              |           |  |
| Pfeiffer 75’ | Marcatori |  |

| Arbitro: | Bacher |

|             |           |                                  |
| Lindner 56’ | Marcatori | 5’ Beister 27’ Krempicki 40’ Erb |

| Arbitro: | Stegemann |

|               |           |                       |
| Slišković 59’ | Marcatori | 32’ Chato 83’ Straith |

| Arbitro: | Jablonski |

|  |           |                                         |
|  | Marcatori | 58’ Schlüter 61’ Weidlich 67’ Viteritti |

| Rostock 27 aprile 2019, ore 14:00 CEST 35ª giornata | Hansa Rostock | 0 – 0 referto | Sportfreunde Lotte | Ostseestadion (11 850 spett.)\| Arbitro: \| Winter \| |
| Arbitro:                                            | Winter        |               |                    |                                                       |

| Arbitro: | Cortus |

|  |           |                   |
|  | Marcatori | 73’ Titsch-Rivero |

| Arbitro: | Kempkes |

|                                              |           |  |
| Marseiler 7’ Kiomourtzoglou 72’ Schimmer 90’ | Marcatori |  |

| Arbitro: | Weickenmeier |

|             |           |                             |
| Lindner 29’ | Marcatori | 50’ Kaufmann 87’ Breitkreuz |

## Statistiche

### Statistiche di squadra
| Competizione | Punti | In casa | In casa | In casa | In casa | In casa | In casa | In trasferta | In trasferta | In trasferta | In trasferta | In trasferta | In trasferta | Totale | Totale | Totale | Totale | Totale | Totale | DR  |
| Competizione | Punti | G       | V       | N       | P       | Gf      | Gs      | G            | V            | N            | P            | Gf           | Gs           | G      | V      | N      | P      | Gf     | Gs     | DR  |
| ------------ | ----- | ------- | ------- | ------- | ------- | ------- | ------- | ------------ | ------------ | ------------ | ------------ | ------------ | ------------ | ------ | ------ | ------ | ------ | ------ | ------ | --- |
| 3. Liga      | 40    | 19      | 4       | 6       | 9       | 11      | 20      | 19           | 5            | 7            | 7            | 20           | 26           | 38     | 9      | 13     | 16     | 31     | 46     | -15 |
| Totale       | 40    | 19      | 4       | 6       | 9       | 11      | 20      | 19           | 5            | 7            | 7            | 20           | 26           | 38     | 9      | 13     | 16     | 31     | 46     | -15 |

### Andamento in campionato
| Giornata  | 1  | 2  | 3  | 4  | 5  | 6  | 7  | 8  | 9  | 10 | 11 | 12 | 13 | 14 | 15 | 16 | 17 | 18 | 19 | 20 | 21 | 22 | 23 | 24 | 25 | 26 | 27 | 28 | 29 | 30 | 31 | 32 | 33 | 34 | 35 | 36 | 37 | 38 |
| --------- | -- | -- | -- | -- | -- | -- | -- | -- | -- | -- | -- | -- | -- | -- | -- | -- | -- | -- | -- | -- | -- | -- | -- | -- | -- | -- | -- | -- | -- | -- | -- | -- | -- | -- | -- | -- | -- | -- |
| Luogo     | C  | T  | C  | T  | C  | T  | C  | T  | C  | T  | T  | C  | T  | C  | T  | C  | T  | C  | T  | T  | C  | T  | C  | T  | C  | T  | C  | T  | C  | C  | T  | C  | T  | C  | T  | C  | T  | C  |
| Risultato | N  | P  | P  | P  | P  | V  | V  | N  | V  | P  | N  | N  | V  | N  | N  | V  | P  | N  | N  | P  | N  | V  | V  | N  | N  | V  | P  | N  | P  | P  | P  | P  | V  | P  | N  | P  | P  | P  |
| Posizione | 11 | 18 | 19 | 20 | 20 | 19 | 18 | 18 | 13 | 16 | 14 | 15 | 13 | 13 | 15 | 9  | 11 | 12 | 13 | 13 | 13 | 11 | 9  | 13 | 13 | 11 | 13 | 13 | 13 | 14 | 14 | 16 | 14 | 15 | 15 | 16 | 18 | 18 |

Legenda:

Luogo: C = Casa; T = Trasferta. Risultato: V = Vittoria; N = Pareggio; P = Sconfitta.

### Statistiche dei giocatori
| J. Al-Hazaimeh  | 31 | 1 | 13 | 0 |
| N. Awassi       | 3  | 0 | 1  | 0 |
| T. Blomeyer     | 3  | 0 | 0  | 0 |
| D. Breitfelder  | 0  | 0 | 0  | 0 |
| P. Chato        | 30 | 3 | 6  | 1 |
| L. Dietz        | 16 | 0 | 5  | 1 |
| F. Drinkuth     | 16 | 0 | 2  | 0 |
| J. Ebot-Etchi   | 0  | 0 | 0  | 0 |
| J. Eilers       | 2  | 0 | 0  | 0 |
| J. Hofmann      | 30 | 2 | 7  | 0 |
| S. Härtel       | 8  | 0 | 0  | 0 |
| T. Jović        | 17 | 2 | 3  | 0 |
| S. Karweina     | 24 | 3 | 4  | 0 |
| S. Kroll        | 38 | 0 | 2  | 0 |
| A. Langlitz     | 33 | 1 | 9  | 0 |
| J. Lindner      | 28 | 2 | 2  | 0 |
| N. Neidhart     | 18 | 0 | 6  | 0 |
| M. Oesterhelweg | 37 | 6 | 4  | 0 |
| M. Piossek      | 11 | 0 | 3  | 0 |
| N. Plume        | 1  | 0 | 0  | 0 |
| J. Putze        | 9  | 0 | 2  | 0 |
| K. Pytlik       | 0  | 0 | 0  | 0 |
| N. Quindt       | 0  | 0 | 0  | 0 |
| M. Rahn         | 32 | 3 | 12 | 2 |
| J. Reimerink    | 19 | 0 | 1  | 0 |
| D. Rosin        | 2  | 0 | 0  | 0 |
| T. Schmidt      | 9  | 0 | 0  | 0 |
| M. Schulze      | 28 | 0 | 8  | 0 |
| A. Straith      | 34 | 3 | 4  | 0 |
| T. Trautner     | 0  | 0 | 0  | 0 |
| G. Wegkamp      | 33 | 2 | 2  | 0 |
| T. Wendel       | 13 | 1 | 2  | 0 |
| A. Yildirim     | 7  | 0 | 2  | 0 |